# Lenoir (Carolina del Nord)
Lenoir è una località degli Stati Uniti d'America, capoluogo della contea di Caldwell, nello Stato della Carolina del Nord.